# Gaius Iulius Marcellinus
Gaius Iulius Marcellinus war ein im 2. Jahrhundert n. Chr. lebender Angehöriger des römischen Ritterstandes (Eques).
Durch eine Inschrift, die bei Bar Hill gefunden wurde und die auf 142/161 datiert wird, ist belegt, dass Marcellinus Präfekt der Cohors I Hamiorum war, die zu diesem Zeitpunkt in der Provinz Britannia stationiert war.